# 衛子雲
衛子雲（英語：Barry Wai Chi Wan，1946年11月30日—），本名章桓，籍貫上海，香港出生，台灣系統截拳道教練，早年為香港邵氏明星，後轉至台灣，在台灣武俠電視劇飾演大俠廣受好評。近年從事氣功養生教學。

## 演出作品
*以下列表只記錄衛子雲演出過的影視作品，若有遺漏，請協助補充相關資料。

### 電影
| 年代   | 片名                   | 角色              |        |            |  |
| 1970年 | 《女子公寓》           | Tommy             |        |            |  |
| 1977年 | 《諸葛四郎大鬥雙假面》 | 真平              | 1980年 | 《離別鉤》 |  |
| 1980年 | 《快樂英雄》           | 郭大路            |        |            |  |
| 1981年 | 《貓頭鷹》             | 小小李 李尋歡之徒 |        |            |  |
| 1981年 | 《英雄對英雄》         | 陸小鳳            |        |            |  |
| 2005年 | 《龍堂》               |                   |        |            |  |

### 電視劇
| 年代   | 電視台   | 劇名                                               | 角色             |
| 1974年 | 華視     | 《保鑣》(成名作)                                   | 李文揚           |
| 1976年 | 佳藝電視 | 《廣東好漢》                                       | 方世玉           |
| 1976年 | 華視     | 《虎膽》（無電視版權，改編自古龍原著《白玉老虎》） | 趙無忌           |
| 1977年 | 佳藝電視 | 《武林外史》                                       | 沈浪             |
| 1978年 | 佳藝電視 | 《雪山飛狐》                                       | 胡斐             |
| 1980年 | 華視     | 《威震南台》                                       | 蔡雲山           |
| 1981年 | 華視     | 《浩劫天倫淚》                                     | 老傭之子柳雲揚   |
| 1981年 | 華視     | 《唐三五戒》                                       | 唐三             |
| 1982年 | 華視     | 《小李飛刀》，兼任導演、武術指導、主題曲主唱       | 李尋歡           |
| 1983年 | 華視     | 《五路福星》                                       | 狄三元           |
| 1983年 | 華視     | 《虎山行》                                         |                  |
| 1983年 | 華視     | 《中國神話故事》                                   |                  |
| 1983年 | 華視     | 《七巧遊龍》                                       | 江小海           |
| 1984年 | 華視     | 《陸小鳳》                                         | 陸小鳳           |
| 1985年 | 華視     | 《諸葛四郎－四郎與真平》                           | 諸葛四郎         |
| 1985年 | 華視     | 《小魚過江》                                       | 江小魚           |
| 1985年 | 華視     | 《龍鳳奇俠》                                       |                  |
| 1985年 | 華視     | 《新西螺七劍》                                     |                  |
| 1987年 | 華視     | 《風林火山》                                       | 風淼             |
| 1987年 | 華視     | 華視劇展《海上的鳥》                               |                  |
| 1987年 | 華視     | 《新孟麗君》                                       | 皇甫少華         |
| 1987年 | 華視     | 《大小濟公》                                       | 龍王太子（客串） |
| 1989年 | 中視     | 《京城獵人》                                       | 荊嘯風           |
|        | 台視     | 《草莽英雄》                                       | 阿狗             |
| 1993年 | 台視     | 《警花緣》                                         |                  |
| 1996年 | 華視     | 《三國英雄傳之關公》                               | 孫策             |
| 2003年 | 台視     | 《少年史豔文》                                     | 聞世先生         |
| 2015年 | 愛奇藝   | 《校花的贴身高手》                                 | 林東方           |

## 主持
- 俊泰傳播製作、方妮多媒體總代理《中國武術名拳錄》

## 軼事
衛子雲曾經提拔澎恰恰參演他主演的台灣電視劇，懇請製作人讓原本只有一集戲份的澎恰恰多演一集。中視綜藝節目《歡喜玉玲龍》，其中一集的單元〈台灣奇蹟〉因此請來衛子雲擔任來賓。

## 外部連結
- 新衛子雲有氧氣功
- 衛子雲在互联网电影资料库（IMDb）上的資料（英文）
- 衛子雲在香港影庫上的簡介
- 衛子雲在豆瓣上的资料（简体中文）
- 衛子雲在时光网上的簡介（简体中文）
- 中文電影資料庫：衛子雲 （页面存档备份，存于）